# 공중우세기

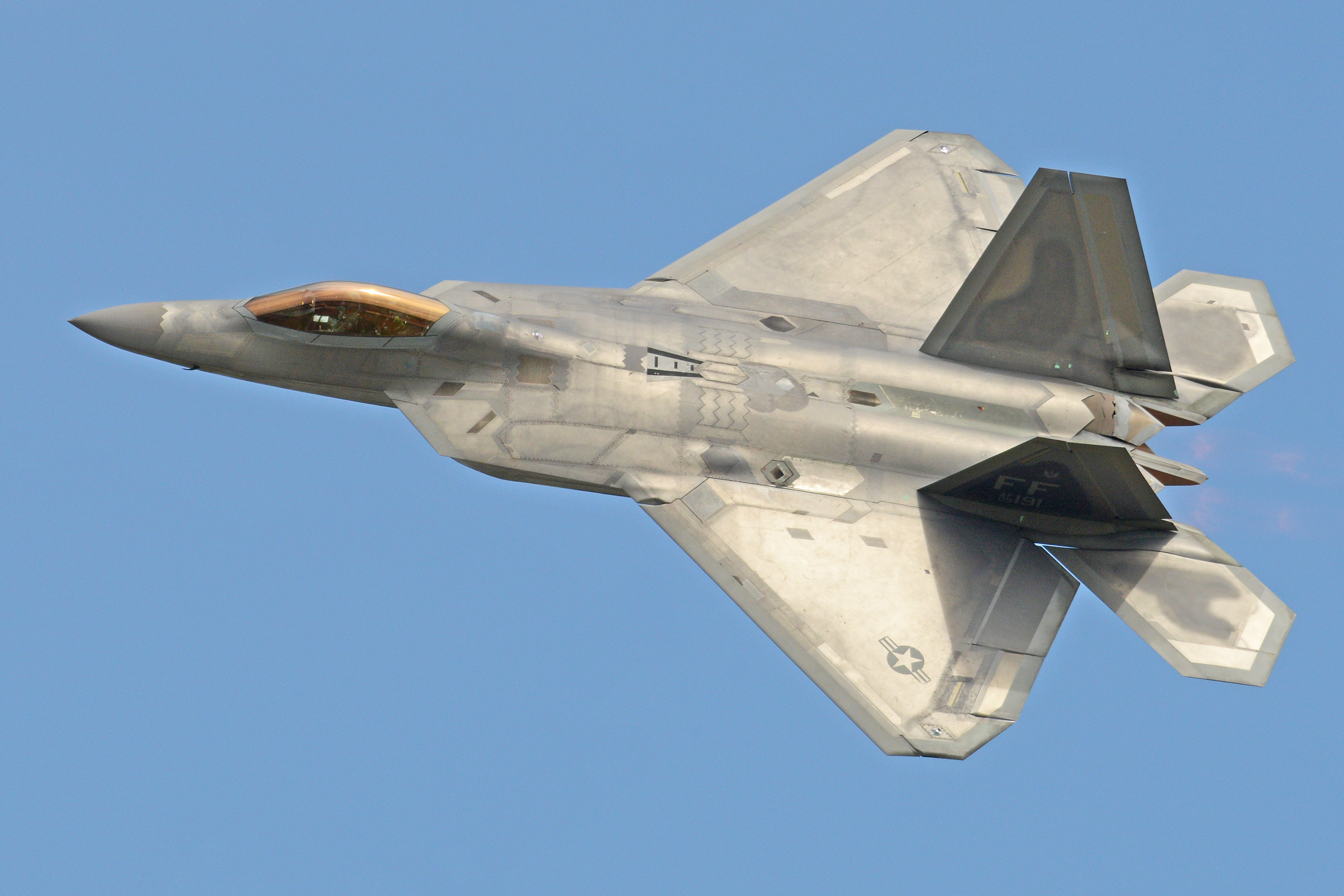
미국 공군의 F-22 랩터, 슈퍼크루즈 와 추력 편향 기능을 갖춘 5세대 스텔스 전투기

공중우세기 (또는 제공전투기)는 작전 지역에서 전략적 우위를 확보하여 적의 영공 장악 (제공권) 을 목적으로 고안된 전투기이다. 공중우세기는 주로 민첩하고 가볍게 무장된 적의 전투기를 상대한 공중전을 주목적으로 영공 통제에 관련된 다양한 임무를 수행하지만 부차적으로 지상 타격에 투입될수 있는 기종 들도 있다.

## 어원
제 2차 세계 대전과 6.25 전쟁 당시 처음 도입된 전투기는 중전투기, 요격기, 호위 전투기, 야간 전투기 등 임무의 역할에 따라 분류되었다.
1950년대 유도탄 개발 후, 전투기 설계는 가시거리 밖의 (BVR) 전투를 수행할수 있는 요격기와 가시거리 내 (WVR) 도그파이팅에 최적화된 공중우세기로 분화되었다. 미국에서는 영향력 있는 BVR 지지자들을 주축으로 가시거리 안 (WVR)의 전개 상황을 배제한 전투기 개발에 몰두하여 F-4 팬텀 II와 같이 전방 발사포가 아예 없는 전투기의 근원이 되었다. 근거리의 공대공 전력을 제한하는 대신 다른 특수적인 기능성 보완에 초점을 둔 셈이다.

### 제공전투기의 초창기
실전 경험을 통해 얻은 기술력을 바탕으로 미 해군과 공군은 각각 VFAX/VFX 와 FX (차기전투기사업) 전술력 재평가를 추진하여 미 해군의 F-14 톰캣 과 미 공군의 F-15 이글을 탄생시켰다. 두 기종의 디자인은 애초부터 제공권 장악을 주목적으로 설계되었고, 기체 개발 과정에서도 공중전에서 우세를 유지하기 위한 상당한 고려가 이루어졌다. 참고로 두 기종 모두 최대 속도가 높기 때문에 요격기 역할도 가능하다.
이와는 대조적으로 소련 (그리고 러시아 연방) 군은 제공권 장악을 위해 요격기 MiG-31 과 단거리 MiG-29 등 별도의 유형으로 전투기 개발을 추진했다. 예외로 장거리 작전 수행이 가능한 Su-27은 제공전투기와 요격기의 역할을 맡을수 있다.

### 공대지 개종의 변천사
미 해군의 경우, F-14 톰캣은 초기부터 공중우세기의 전형적인 역할 수행을 주목적으로 배치되었고, 함대 방공 요격 및 영공 정찰 또한 맡게되었다. 이와 달리, 다목적 F/A-18 호넷은 지상타격을 주축으로 설계 되었기에 공대공 방어 기능 또한 부분적으로 추가되었다. F-14는 공대지 기능이 포함된 무장적재실 관리 시스템(SMS)과 AWG-9의 내장 소프트웨어 등 2차 공격력 개발이 가능했지만, 당시 미 해군은 F-14의 부담스러운 비용과 더불어 전자 방해 공격 (DECM) 및 레이더 유도 (RHAW) 에 관한 기술력이 부족하다는 판단 아래 공대지 임무 배치를 미루었다. 1990년대에 들어서야 저공 비행 및 야간 적외선 탐지기 (LANTIRN) 를 추가로 탑재한 F-14 를 공대지 정밀 타격 임무에 처음 배치했다.
F-15 이글은 사업 초기 부터 "공대지 완전 비무장" (not a pound for air-to-ground) 이라는 만트라 아래  제공전투기 및 요격기로 개발되었다. 예외로 이스라엘 공군이 도입한 F-15C는 GPS 유도 폭탄 탑재가 가능한 것으로 알려져있다. 또한 지상 공격용으로 설계되었지만 F-15의 고유의 공대공 우월성을 겸비한 스트라이크 이글이라는 유능한 타격전투기를 통해 기체의 탄탄한 기반과 다재다능함을 입증했다. 마찬가지로 F-16 파이팅 팰콘도 원래 제공권 장악을 주목적으로 도입 됐으나, 출시 이후 성공적인 전천후 다목적 전투기로 발전했다.
1990년대 이후 가속된 F-14과 F-15의 지상 작전 투입과 공세 전투기의 기체를 공대지형으로 개조하는 추세로 인해 제공력 전투기와 다목적 전투기 사이의 경계는 다소 모호해졌다. 미 공군의 차세대 제공전투기로 설계된 F-22 랩터 또한 미션 시스템 업그레이드를 통해 일부적인 지상 타격 기능성이 탑재될 전망이다. 마찬가지로 MiG-29 와 Su-27도 예초 제공권 우세를 위해 설계되었지만 실전 배치 후 다양한 공대지 무장을 사용하여 다목적 전투기로 변천하였다. Su-27의 기체는 Su-34 공격 전투기로도 사용되었다.
미 해군은 퇴역을 곧 앞둔 F-14 톰캣 기종을 대체할 목적으로 F/A-18 호넷과 F/A-18E/F 수퍼 호넷을 함대 방어 전투기로 재배치하는 방안을 추진할 계획이다. 또한 예산적인 부담을 염려한 미 공군은 차세대 제공권 우세기 개발에 다목적 전투력과 지상 타격 기능성을 기본적인 전제로 설계를 추진할 것이라는 전망이다.
한 견해에 따르면 제공 우세 전투기는 최소 마하2 이상의 추진력과 3,000km 이상의 비행 사거리를 갖추고, 8발 이상의 탑재 미사일, 적외선 유도탄, 주포 등을 통해 가시거리 안팎에서 적과 교전이 가능한 전투기라고 한다.

## 현재 활약중인 제공전투기 목록

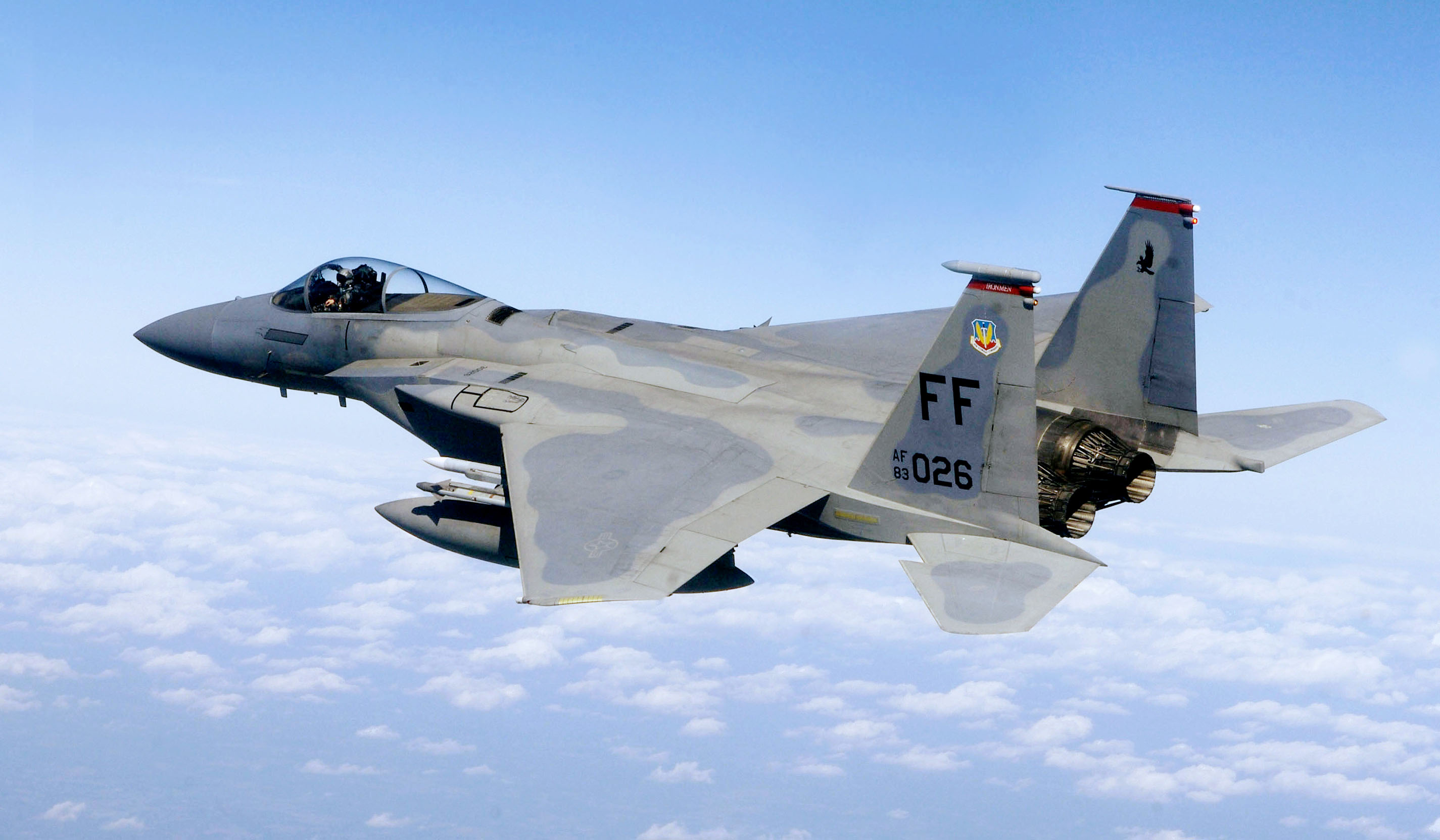
USAF F-15 이글

| 국가                      | 제조사             | 항공기    | 도입   |
| ------------------------- | ------------------ | --------- | ------ |
| 미국                      | 맥도넬 더글라스    | F-15 이글 | 1976년 |
| 일본                      | 미쓰비시 중공업    | F-15J     | 1981년 |
| 소련/러시아               | 수호이             | Su-27     | 1985년 |
| 소련/러시아               | 수호이             | Su-30     | 1996년 |
| 소련/러시아               | 수호이             | Su-33     | 1998년 |
| 중국                      | 심양 항공 우주     | J-11      | 1998년 |
| 프랑스                    | 다쏘 항공          | 다쏘 라팔 | 2001년 |
| 인도                      | 힌두스탄 항공 제한 | Su-30 MKI | 2002년 |
| 독일/이탈리아/스페인/영국 | 유로파이터         | 태풍      | 2003년 |
| 미국                      | 록히드 마틴        | F-22 랩터 | 2005년 |
| 중국                      | 청두 항공 우주     | J-20      | 2017년 |
| 말레이시아                | 수호이             | Su-30 MKM | 2007년 |

## 같이 보기
- 요격기
- 전투기